# EULA
L'end-user license agreement (in italiano accordo di licenza con l'utente finale), noto semplicemente con l'acronimo EULA, è il contratto stipulato tra il fornitore di un software e l'utilizzatore finale.
Il contratto non concede il possesso del software all'utente finale, ma soltanto la licenza di utilizzo nei termini di servizio stabiliti dal fornitore.

## Caratteristiche
Contenuto
L'EULA comprende la concessione di licenza, le limitazioni di utilizzo, le limitazioni di garanzia, le limitazioni di responsabilità, le limitazioni all'esportazione e le condizioni per il volume licensing; nonostante sia associato all'utilizzo di software proprietari, viene discusso anche per accordare le licenze su software liberi (ad esempio Mozilla Firefox).
Il fornitore mantiene sempre i diritti sul software che ha realizzato; egli, quindi, non vende direttamente il software all'utente finale, ma soltanto la licenza per il suo utilizzo.
Visione
Caratteristica fondamentale dell'EULA è che l'acquisto del software preceda l'eventuale lettura del contratto e la sua accettazione da parte dell'utente finale.
Il contratto può essere presentato all'utente finale in due diversi modi: in forma di foglio fisico all'interno della confezione, o in forma elettronica prima delle fasi di installazione del software.
Accettazione
Se il contratto è presentato in forma elettronica, la sua accettazione avviene cliccando il relativo pulsante virtuale prima dell'installazione; la mancata accettazione implica l'impossibilità di installare il software.

## Controversie
L'impossibilità da parte dell'utente finale di leggere i termini del contratto prima dell'acquisto del software, ha portato a polemiche sulle modalità di accettazione e di rimborso.
La questione ha acquisito particolare rilevanza con la diffusione di software pre-installato (OEM) su personal computer di altri produttori. La disponibilità di programmi software alternativi che possono essere rispondenti alle esigenze dell'utente e di costo ridotto se non nullo fa sì che un utente possa disporre di soluzioni preferite rispetto a quelle pre-installate sul personal computer. L'utente può quindi volere procedere alla non accettazione della EULA associata al prodotto pre-installato, ed a voler attivare la procedura di rimborso.
In Italia un caso legale è stato dato dalla sentenza del giudice di pace di Firenze, Dott. Lo Tufo, relativo alla causa tra un acquirente di un computer portatile ed HP Italia. Tuttavia, in Italia, nessuna sentenza crea un precedente, ma è comunque importante.
Il Giudice di Pace di Firenze ha ritenuto di dover condannare HP Italia a rimborsare i costi di licenza del sistema operativo più spese accessorie ad un acquirente che non intendeva utilizzare il sistema operativo Windows pre-installato sul proprio notebook. Il motivo del ricorso da parte dell'acquirente è stato generato dal fatto che HP, nel caso di rifiuto dell'EULA associata al sistema operativo, prevedeva soltanto la restituzione integrale della macchina da parte dell'utente, ed il solo rimborso delle spese di acquisto escludendo le spese accessorie. Il Giudice ha ritenuto non essere il software parte integrante della macchina acquistata, ciò dimostrato dal fatto che aveva un contratto separato con condizioni del tutto particolari e accessibili solo dopo l'acquisto della medesima. Questo a suo giudizio ha invalidato la procedura di restituzione integrale prevista dal produttore di personal computer. Inoltre ha ritenuto vincolanti per il produttore le relative condizioni riportate, che esplicitamente prevedevano il rimborso in caso di non accettazione.
La decisione del Giudice di Pace è stata confermata in appello dal Tribunale di Firenze (con sentenza n. 2526/2010) e persino in Cassazione (19161/2014). Il giudice di legittimità ha analizzato il contratto di licenza d'uso del software (l'eula relativa al sistema operativo preinstallato nel computer) affermando poi che tra il contratto di vendita del computer e la licenza d'uso del software non esiste collegamento negoziale e che l'utente finale, che al primo avvio del computer abbia manifestato la volontà negativa rispetto all'uso del software, ha diritto al rimborso della parte di prezzo riferibile a detto software.
Va inoltre ricordato che, trattandosi di un contratto, la EULA può contenere delle clausole vessatorie quindi giuridicamente nulle.
Per poter distinguere le une dalle altre si può fare riferimento alla presenza di leggi o sentenze specifiche che avallino o meno quanto imposto dalle varie clausole.
Un altro caso è quello di Apple, che ha avviato una battaglia legale contro Psystar, rea di aver venduto computer assemblati con Mac OS X preinstallato in violazione delle EULA e del copyright di Apple. Quest'ultima ha contro denunciato Apple di abuso di posizione dominante, affermando che i Macintosh attuali siano comuni pc e chiedendo che venga stabilita in una sede legale la "liberazione" di Mac OS X.
Pystar ha perso in tutti i gradi di giudizio ed ha ottenuto il divieto di commercializzare i suoi prodotti.